# Margot Robbie
Margot Elise Robbie (sinh ngày 2 tháng 7 năm 1990) là một nữ diễn viên, doanh nhân kiêm nhà sản xuất điện ảnh người Úc. Nổi tiếng nhờ khả năng diễn xuất thần sầu của mình trong cả dòng phim bom tấn và phim độc lập, cô đã nhận được nhiều giải thưởng cao quý, bao gồm đề cử cho hai giải Oscar, bốn giải Quả cầu vàng và năm giải BAFTA. Tạp chí Time đã vinh danh cô là một trong 100 người có ảnh hưởng nhất thế giới năm 2017 và cô được Forbes xếp hạng là một trong những nữ diễn viên được trả lương cao nhất thế giới vào năm 2019.
Sinh ra và lớn lên ở Queensland, Robbie bắt đầu sự nghiệp của mình vào năm 2008 trong bộ phim truyền hình Neighbors, bộ phim mà cô đóng vai chính cho đến năm 2011. Sau khi chuyển đến Mỹ, cô đã tham gia vào một số bộ phim rất được ăn khách như Đã đến lúc (2013), Sói già phố Wall (2014), Thánh lừa (2015). Giải thưởng lớn nhất mà cô đã giành được là "Nữ diễn viên mới xuất sắc nhất" trong lễ trao giải Empire Awards của năm 2014 sau vai diễn Naomi Lapaglia trong bộ phim Sói già phố Wall. Cô dần được công nhận phổ biến hơn với các vai chính gồm Jane Porter trong Huyền thoại Tarzan (2016) và Harley Quinn trong các bộ phim siêu anh hùng DC, Biệt đội cảm tử (2016), Birds of Prey: Cuộc lột xác huy hoàng của Harley Quinn (2020) và Điệp vụ cảm tử (2021).
Robbie đã nhận được sự công nhận của giới phê bình và một đề cử cho giải Oscar cho Nữ diễn viên chính xuất sắc nhất cho vai diễn vận động viên trượt băng nghệ thuật bị ghẻ lạnh Tonya Harding trong bộ phim tiểu sử I, Tonya (2017). Sự công nhận này tiếp tục với vai diễn Nữ hoàng Elizabeth I trong bộ phim cổ trang Mary Queen of Scots (2018), Sharon Tate trong bộ phim hài-chính kịch Chuyện ngày xưa ở... Hollywood (2019) và một nhân viên hư cấu của Fox News trong bộ phim truyền hình Tin "nóng" (2019); giúp cô nhận được đề cử giải BAFTA và giải Oscar cho Nữ diễn viên phụ xuất sắc nhất. Bộ phim Barbie (2023) do cô đóng chính và đồng sản xuất đã giúp cô nhận về đề cử giải Oscar cho phim hay nhất.
Robbie kết hôn với nhà làm phim Tom Ackerley. Họ là những người đồng sáng lập công ty sản xuất LuckyChap Entertainment, theo đó họ đã sản xuất một số bộ phim, bao gồm I, Tonya, Cô gái trẻ hứa hẹn (2020) và Saltburn (2023), cũng như loạt phim truyền hình Dollface (2019–2022) và Maid (2021).

## Tiểu sử và học vấn
Margot Elise Robbie sinh ngày 2 tháng 7 năm 1990 tại Dalby, Queensland, là con của ông Doug Robbie, một cựu chủ trang trại mía đường, và Sarie Kessler, một nhà vật lý trị liệu. Cô là người con thứ 3 trong số bốn anh chị em; hai người anh chị Anya và Lachlan và em trai Cameron. Cha mẹ cô ly hôn khi cô mới 5 tuổi. Robbie và các anh chị em của cô được nuôi dưỡng bởi người mẹ đơn thân và ít có liên lạc với cha. Gia đình sống trong một trang trại của ông bà cô ở vùng nội địa Gold Coast. Là một đứa trẻ năng động, Robbie thường tổ chức các buổi biểu diễn trong nhà cô.
Cô được mẹ đăng ký vào một trường xiếc, ở đây cô đã rất nổi bật trong môn nhảy dây, và cô nhận được chứng chỉ khi mới 8 tuổi. Ở trường trung học, Robbie học kịch tại Somerset College. Thời niên thiếu, cô đã làm ba công việc cùng một lúc: phục vụ một quán bar, dọn dẹp nhà cửa và làm việc tại Subway. Sau khi tốt nghiệp, với một vài quảng cáo và phim kinh dị độc lập trong lý lịch của mình, Robbie chuyển đến Melbourne để bắt đầu diễn xuất chuyên nghiệp.

## Sự nghiệp

### Úc
Robbie bắt đầu sự nghiệp đóng phim của mình vào năm 2007. Cô tham gia vào 2 bộ phim chiếu rạp của Australia là Vigilante (2008) và I.C.U (2009) cùng với một số lần xuất hiện khác trong các bộ phim truyền hình như Review with Myles Barlow, The Elephant Princess, và City Homicide. Vai diễn nổi bật nhất của Robbie ở Australia là vai Donna Freedman trong bộ phim truyền hình thuộc thể loại soap-opera, Neighbours từ năm 2008 đến 2011. Nhờ vai diễn này, cô có 2 lần được đề cử tại lễ trao giải Logie Awards của Australia, năm 2009 cho hạng mục "Nữ diễn viên mới tài năng nhất" và năm 2011 cho hạng mục "Nữ diễn viên xuất sắc nhất".

### Mỹ
Vai diễn đầu tiên của Robbie ở Mỹ là vai một tiếp viên hàng không có tên Laura Cameron trong một bộ phim truyền hình có tên Pan Am, kéo dài 14 tập, do đài ABC sản xuất từ năm 2011 đến 2012. Robbie có một vai diễn nhỏ trong bộ phim hài About Time (2013) cùng với các diễn viên khác như Rachel McAdams, Domhnall Gleeson, và Bill Nighy. Tên tuổi của cô được nhiều người biết đến hơn sau vai diễn Naomi Lapaglia rất thành công trong bộ phim bom tấn được chuyển thể từ một hồi ký cùng tên của Jordan Belfort, The Wolf of Wall Street (2013), cùng với Leonardo DiCaprio, Jonah Hill, và Matthew McConaughey. Nhờ vai diễn này, cô đã được đề cử cho một số hạng mục của các tổ chức phim khác nhau và cuối cùng cô cũng giành chiến thắng hạng mục "Nữ diễn viên mới xuất sắc nhất" của Empire Awards năm 2014. Cô sở hữu một vai diễn có tên Celine trong bộ phim nói về chiến tranh thế giới thứ 2, Suite française, ra mắt khán giả đầu năm 2015. Sau đó, Robbie tham gia cùng Will Smith trong bộ phim hài xen lẫn hành động và tình cảm, Focus (2015). Bộ phim này cũng là một thành công khác của cô khi nó thu về hơn $150 triệu đô la Mỹ tiền bán vé và diễn xuất của cô trong vai Jess Barrett cũng được nhiều nhà phê bình phim đánh giá cao. Bộ phim Z for Zachariah có sự tham gia của cô, Chris Pine, và Chiwetel Ejiofor sẽ ra mắt khán giả tại các rạp trong tháng 8/2015. Trong bộ phim này, cô phải thay đổi màu tóc, từ màu vàng quen thuộc mà cô sở hữu trong những bộ phim trước đó, thành màu nâu để phù hợp với nhân vật của cô.

## Hình tượng công chúng
Robbie được biết đến với vai chính trong cả các tác phẩm nổi tiếng, chính thống và phim độc lập kinh phí thấp, trong đó cô có thể thể hiện cả khả năng diễn xuất kịch tính và hài hước của mình.
Với vai diễn trong Sói già phố Wall, Vanity Fair đã vinh danh cô là một trong những diễn viên đột phá của năm 2013. Năm 2017, cô xuất hiện trong danh sách Forbes 30 Under 30, danh sách tổng hợp các doanh nhân, nhà đổi mới và người trẻ sáng giá nhất, thay đổi trên thế giới và được đưa vào danh sách tương tự do The Hollywood Reporter tổng hợp. Cùng năm đó, Time vinh danh cô là một trong 100 người có ảnh hưởng nhất trên thế giới; cô đóng vai chính trong Sói già phố Wall, đạo diễn Martin Scorsese đã viết bài báo trên tạp chí, đề cập đến Robbie là người có "sự táo bạo độc đáo gây bất ngờ và thách thức và bùng cháy như một thương hiệu trong mọi nhân vật cô ấy đóng. [...] Margot thật tuyệt vời trong tất cả những gì cô ấy là và tất cả những gì cô ấy và cô ấy sẽ làm chúng ta kinh ngạc mãi mãi." Năm 2019, Forbes xếp cô là một trong số những nữ diễn viên được trả lương cao nhất thế giới, với thu nhập hàng năm là 23,5 triệu USD, và The Hollywood Reporter đã liệt kê cô vào danh sách 100 người quyền lực nhất trong làng giải trí. Năm 2021, cô được The Hollywood Reporter vinh danh là một trong 100 phụ nữ có ảnh hưởng nhất trong làng giải trí.
Tạp chí Vogue đã gọi cô là "một trong những ngôi sao quyến rũ nhất" và cô được nhà bán lẻ thời trang cao cấp Net-a-Porter xếp hạng là một trong những phụ nữ mặc đẹp nhất năm 2018 và 2019. Trong năm 2014 và 2016, cô góp mặt trong Top 99 phụ nữ hàng đầu của AskMen, xếp hạng trong số mười người hàng đầu mỗi năm. Cũng trong năm 2016, Robbie được xếp ở vị trí số một trong" 100 phụ nữ quyến rũ nhất thế giới " của FHM. Từ năm 2016, cô được chọn làm đại sứ cho các thương hiệu như Calvin Klein, Nissan và Chanel. Cô là đại sứ thương hiệu cuối cùng được Karl Lagerfeld chọn trước khi ông qua đời vào tháng 2 năm 2019.

## Đời tư
Trong thời gian cô đóng phim ở Mỹ, Robbie đã đối diện với rất nhiều tin đồn tình cảm với các diễn viên nam từng đóng chung với cô như Leonardo DiCaprio (The Wolf of Wall Street), Will Smith (Focus), Alexander Skarsgård (Tarzan). Cô đã xác nhận mối quan hệ tình cảm với một trợ lý đạo diễn người Anh, Tom Ackerley, kể từ sau khi hai người làm việc chung khi quay bộ phim Suite Francaise (2015) hồi tháng 6 năm 2014. Cô tiết lộ trong một bài phỏng vấn được đăng ngày 6 tháng 2 năm 2015 trên trang E! Online của Mỹ rằng cô sẽ không hẹn hò với bất kì một nam diễn viên khác. Cô là một fan bóng đá của CLB Fulham (Football League Championship - Anh) và cũng là fan hâm mộ cuồng nhiệt của đội bóng hockey trên băng New York Rangers (NHL - Mỹ). Cô là thành viên của một đội bóng hockey trên băng không chuyên tại Mỹ khi cô không phải tham gia đóng phim. Cô xếp thứ 7 trong danh sách 100 người phụ nữ quyến rũ nhất thế giới năm 2015 do tạp chí danh tiếng FHM bầu chọn. Tin đồn Robbie đã đính hôn với người bạn trai Tom Ackerley được rộ lên sau khi những hình ảnh về chiếc nhẫn có hình thức tương tự nhau đã được nhìn thấy trên ngón tay của cả hai khi cô đang có mặt ở Toronto, Canada để quay bộ phim sắp tới của mình, Biệt đội cảm tử.
Tháng 12 năm 2016, Robbie kết hôn với Ackerley và đám cưới của họ được tổ chức tại vịnh Byron, Úc; cả hai hiện đang sinh sống tại Venice, Los Angeles, California. Tháng 8 năm 2024, Robbie mang bầu và sau đó hạ sinh đứa con đầu lòng vào tháng 10 cùng năm.

## Danh sách phim

### Điện ảnh
| Năm  | Tựa Phim                                | Vai Diễn                         | Sản Xuất |
| ---- | --------------------------------------- | -------------------------------- | -------- |
| 2008 | Vigilante                               | Cassandra                        | Không    |
| 2009 | ICU                                     | Tristan Waters                   | Không    |
| 2013 | Đã đến lúc                              | Charlotte                        | Không    |
| 2013 | Sói già phố Wall                        | Naomi Lapaglia                   | Không    |
| 2015 | Z for Zachariah                         | Ann Burden                       | Không    |
| 2015 | Thánh lừa                               | Jessica "Jess" Barrett           | Không    |
| 2015 | Suite Française                         | Celine                           | Không    |
| 2015 | Đại suy thoái                           | Chính cô                         | Không    |
| 2016 | Phóng viên chiến trường                 | Tanya Vanderpoel                 | Không    |
| 2016 | Huyền thoại Tarzan                      | Jane Porter                      | Không    |
| 2016 | Biệt đội cảm tử                         | Dr. Harleen Quinzel/Harley Quinn | Không    |
| 2017 | I, Tonya                                | Tonya Harding                    | Có       |
| 2017 | Tạm biệt Christopher Robin              | Daphne de Sélincourt             | Không    |
| 2018 | Thỏ Peter                               | Thỏ Flopsy/Người dẫn chuyện      | Không    |
| 2018 | Flopsy Turvy                            | Thỏ Flopsy/Người dẫn chuyện      | Không    |
| 2018 | Terminal                                | Annie/Bonnie                     | Có       |
| 2018 | Slaughterhouse Rulez                    | Audrey                           | Không    |
| 2018 | Mary Queen of Scots                     | Queen Elizabeth I                | Không    |
| 2019 | Dreamland                               | Allison Wells                    | Có       |
| 2019 | Chuyện ngày xưa ở... Hollywood          | Sharon Tate                      | Không    |
| 2019 | Tin "nóng"                              | Kayla Pospisil                   | Không    |
| 2020 | Cuộc trở lại huy hoàng của Harley Quinn | Harley Quinn                     | Có       |
| 2020 | Cô gái trẻ hứa hẹn                      | —                                | Có       |
| 2021 | Thỏ Peter 2                             | Thỏ Flopsy/Người dẫn chuyện      | Không    |
| 2021 | Điệp vụ cảm tử                          | Harley Quinn                     | Không    |
| 2022 | Vụ án mạng kỳ bí                        | Valerie Voze                     | Không    |
| 2022 | Babylon                                 | Nellie LaRoy                     | Không    |
| 2023 | Asteroid City                           | TBA                              | Có       |
| 2023 | Barbie                                  | Barbie                           | Có       |

### Truyền hình
| Năm       | Tựa đề                             | Vai diễn                    | Ghi chú                                         |
| --------- | ---------------------------------- | --------------------------- | ----------------------------------------------- |
| 2008      | Review with Myles Barlow           | Kelly                       | Tập #1.1                                        |
| 2008      | The Elephant Princess              | Butterfly (không ghi chú)   | Tập: "The Butterfly Effect" và "Butterfly Kiss" |
| 2008      | City Homicide                      | Caitlin Brentford           | Tập phim: "Somersaulting Dogs"                  |
| 2008–2011 | Neighbours                         | Donna Freedman              | 311 tập                                         |
| 2011–2012 | Pan Am                             | Laura Cameron               | 14 tập                                          |
| 2015      | Neighbours 30th: The Stars Reunite | (chính cô ấy)               | Phim tài liệu                                   |
| 2016      | Saturday Night Live                | Chính cô / Dẫn chương trình | Tập: "Margot Robbie / The Weeknd"               |

## Giải thưởng và đề cử
Bài chi tiết: Danh sách giải thưởng và đề cử của Margot Robbie